# Тегернау
Тегернау (нем. Tegernau) — община в Германии, в земле Баден-Вюртемберг. 
Подчиняется административному округу Фрайбург. Входит в состав района Лёррах.  Население составляет 389 человек (на 31 декабря 2006 года). Занимает площадь 10,15 км².